# استفان لئونی
استفان لئونی (انگلیسی: Stéphane Léoni؛ زادهٔ ۵ مارس ۱۹۷۶) بازیکن فوتبال اهل فرانسه است.
از باشگاه‌هایی که در آن بازی کرده‌است می‌توان به باشگاه فوتبال کن، باشگاه فوتبال بریستول راورز، باشگاه فوتبال گروتر فورث، باشگاه فوتبال سدان، باشگاه فوتبال داندی یونایتد، و باشگاه فوتبال متس اشاره کرد.